# ۶
۶ یا شِش (در زبان عامیانه شیش) ششمین عدد یک رقمی است که اول نیست و دومین عدد کوچک مرکب و یک عدد کامل است. این عدد ششمین عدد طبیعی و هفتمین عدد حسابی است. 
عددی بر ۶ بخش پذیر است که هم بر ۲ و هم بر ۳ بخش پذیر باشد.   